# マイケル・リー
マイケル・リー (1973年6月5日 - )は、韓国のミュージカル俳優。
ニューヨーク生まれ。スタンフォード大学卒。1995年､ミス・サイゴンでブロードウェイデビュー。2003年頃より活動の基軸をソウルに移している。

## 出演作品

### ブロードウェイ
- ミス・サイゴン　(トゥイ)
- ジーザス・クライスト・スーパースター (シモン)
- 太平洋序曲 (カヤマ)
- レント
- アリージャンス　(フランキー・スズキ）

### 韓国
- ジーザス・クライスト・スーパースター (ジーザス)
- ミス・サイゴン (クリス)
- プリシラ (ティック)
- 風と共に去りぬ (アシュレー)
- ロッキー・ホラー・ショー　(フランケン・フルター)
- ナポレオン
- ヘドウィグ・アンド・アングリーインチ　(ヘドウィグ)

### 日本
- DEVIL（X-White）

## ドラマ
- 花遊記(ファユギ) (2017-2018/tvN)